# Bograd
Bograd (in russo Боград?) è un villaggio della Russia che appartiene alla Chakassia. È il centro amministrativo del distretto Bogradskij.
Si trova 91 km a nord della capitale della repubblica Abakan.